# Senka
Senka (japonsky 宣化天皇, Senka Tennó, 467 – 15. března 539) byl legendární dvacátý osmý japonský císař podle tradičního seznamu panovníků.
K období života a vlády tohoto císaře nelze přiřadit žádná pevná data, ale všeobecně panuje názor, že vládl od 25. ledna 536 do své smrti 15. března 539.
Senkův titul by v jeho době nezněl tennó, neboť většina historiků se domnívá, že tento titul byl zaveden až za vlády císaře Temmua a císařovny Džitó. Spíš by zřejmě zněl Sumeramikoto či Amenošita Širošimesu Ókimi, což znamená „velký král, který vládne všemu pod nebesy“. Případně mohl být označován jako „Velký král dynastie Jamato“. 

## Životopis
Historici mají za to, že Senka vládl Japonsku počátkem 6. století, nemají však o něm dostatek informací. Existuje jen mizivé množství materiálu, jenž by umožňoval další ověřování a studium. 
Císař Ankan, který zemřel 25. ledna 536, po sobě nezanechal žádné potomky, takže následnictví přešlo na jeho nejmladšího bratra prince Takatu Hinokumu (隈高田皇子), který vešel posléze ve známost jako císař Senka. V době svého nástupu na trůn byl již Senka starší a jeho vláda prý trvala pouhé tři roky.
Jedním z dat oficiálního uvedení buddhismu do Japonska je rok 538, což odpovídá třetímu roku Senkovy vlády.
Obecně se má za to, že na počátku Senkovy vlády, v roce 536, se hlava klanu Soga Iname Soga stal prvním ověřitelným „Velkým ministrem“ (Ómi).
Císař Senka je tradičně uctíván v pamětní šintoistické svatyni (misasagi) v Naře. Úřad pro záležitosti japonského císařského dvora stanovil toto místo jako Senkovo mauzoleum. Formálně nese jméno Musa no Cukisaka no e no misasagi. Nicméně skutečná místa hrobů dávných císařů zůstávají podle některých historiků a archeologů problematická.

## Rodina
Císařský princ Takata neboli císař Senka měl 3 manželky, s nimiž zplodil asi 8 dětí, asi 4 syny a 4 dcery, které se všechny staly manželkami císaře Kinmeie. 